# Schadt-Helfrich-Zelle
Die Schadt-Helfrich-Zelle ist ein bestimmter Typ Flüssigkristall-Anzeige, auch bekannt als TN-Zelle.

## Geschichte

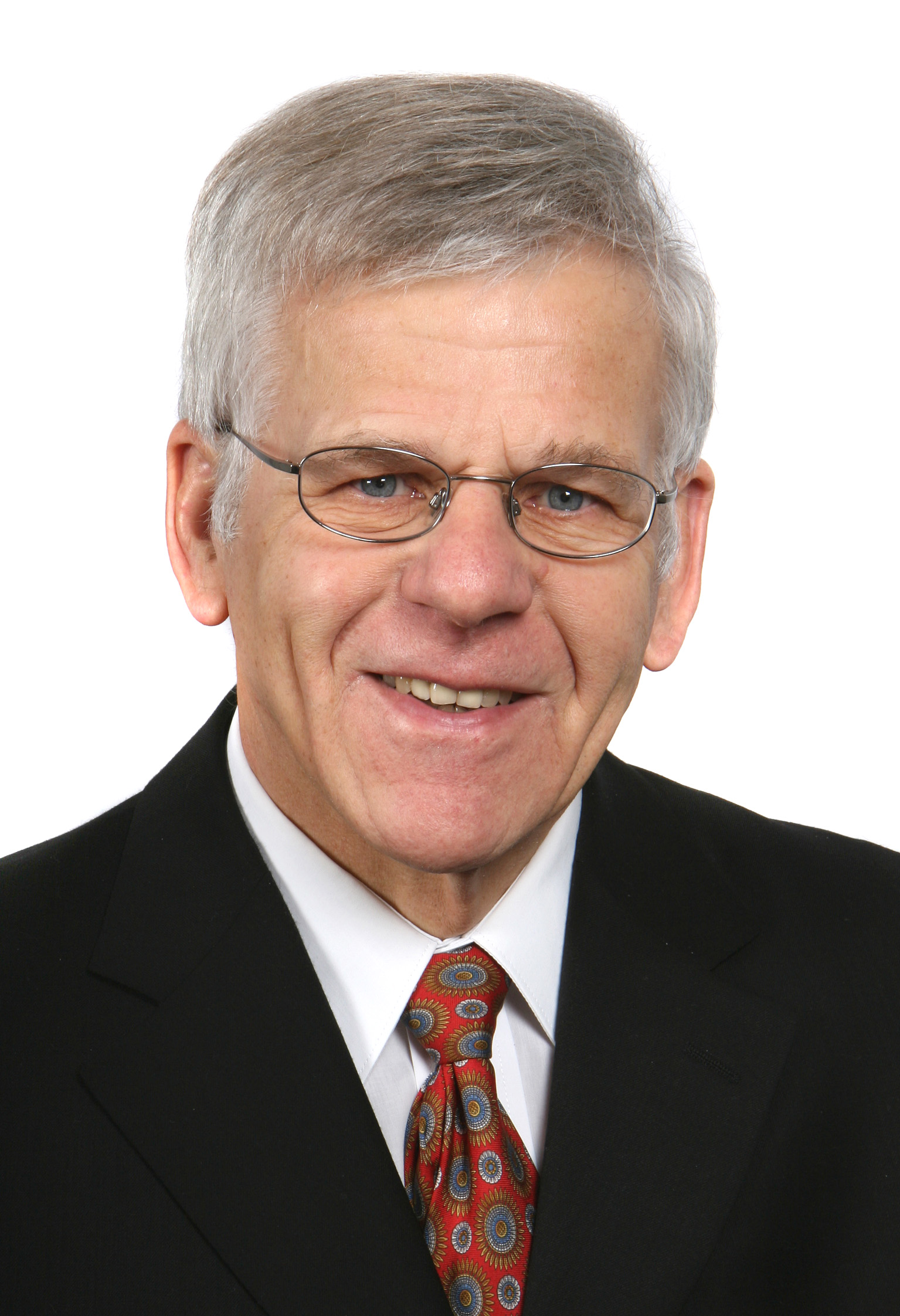
Martin Schadt (2007)

Am 4. Dezember 1970 meldeten Martin Schadt und Wolfgang Helfrich, damals im Central Research Laboratory der Firma Hoffmann-La Roche tätig, das erste Patent über die „nematische Drehzelle“ (TN-Zelle, Schadt-Helfrich-Zelle) in der Schweiz an. In Deutschland lehnte das Patentamt damals die Patenterteilung wegen mangelnder Erfindungshöhe ab, aber in 21 anderen Ländern wurde das Patent erteilt.

## Aufbau und Funktion

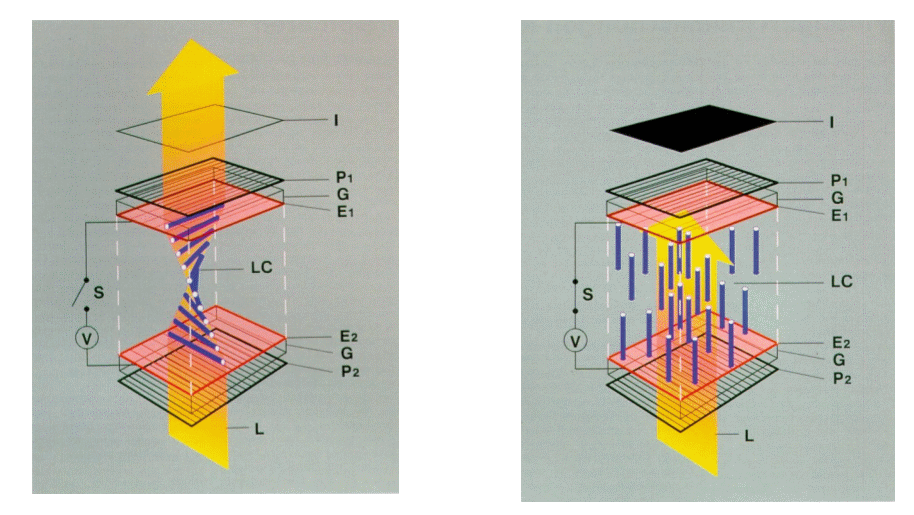
Prinzipielle Darstellung von Aufbau und Funktion eines Bildelements (pixel) einer Schadt-Helfrich-Zelle. Ohne Spannung, AUS-Zustand (linkes Diagramm), mit Spannung V (wenige Volt), EIN-Zustand (rechtes Diagramm). Legende: LC...Flüssigkristall, G...Glasplatte, P...Polarisationsfilter, E...leitfähige und transparente Schicht (ITO) sowie Schicht mit Vorzugsrichtung (gebürstetes Polyimid) (Grafik mit freundlicher Genehmigung von M. Schadt)

In der Schadt-Helfrich Zelle bilden die Flüssigkristallmoleküle im spannungsfreien Zustand eine kontinuierliche Verschraubung von 90° aus, der die Polarisationsrichtung des beim Eintritt in die Zelle linear polarisierten Lichts folgen kann. Ist der zweite Polarisator senkrecht zum ersten angeordnet, kann das Licht die Zelle im spannungsfreien Zustand durchqueren, die Zelle ist transparent. Diese Betriebsart wird als normally white mode bezeichnet.
Bei allmählicher Erhöhung der Spannung über der Flüssigkristallschicht rotieren die Flüssigkristallmoleküle so, dass sie sich zunehmend parallel zum elektrischen Feld ausrichten. Die Moleküle auf den Substratplatten hingegen behalten ihre Ausrichtung auch bei hohen anliegenden Spannungen bei. Mit zunehmender Ausrichtung parallel zum elektrischen Feld nimmt die Rotation der Polarisationsrichtung ab und es erfolgt eine zunehmende Absorption des Lichts im zweiten (senkrecht zum ersten ausgerichteten) Polarisator. Damit nimmt die Transparenz der Zelle mit zunehmender Spannung kontinuierlich ab.
Aufgrund der niedrigen Ansteuerspannung (im Bereich weniger Volt), und der nahezu leistungslosen Ansteuerung (es ist kein Stromfluss zum Betrieb notwendig), bildet die Schadt-Helfrich-Zelle die Grundlage zur Anwendung von LCDs in tragbaren batteriebetriebenen Geräten, wie z. B. Taschenrechnern und Armbanduhren. Diese Anwendungen wiederum bildeten die Grundlage für die weite Verbreitung dieser ersten LCDs und ihre rasant fortschreitende technische Entwicklung bis zum heutigen LCD-Fernsehbildschirm.

## Erwähnenswertes
Es ist zu erwähnen, dass sich neben der durch Dünnfilmtransistoren (TFTs) angesteuerten TN-Zelle noch 2 weitere Technologien für moderne großflächige Flüssigkristall-Flachbildschirme mit reduzierter Sehrichtungsabhängigkeit durchgesetzt haben:
- VA-Displays (Vertical Aligned)
- IPS-Displays (In-Plane Switching)

Beide Technologien unterscheiden sich wesentlich von der von Schadt und Helfrich entwickelten TN-Zelle.